# ريتشارد روز (عالم سياسة)
ريتشارد روز (بالإنجليزية: Richard Rose)‏ هو عالم سياسة أمريكي، ولد في 8 أبريل 1933 في سانت لويس في الولايات المتحدة.